# Новосибирский институт органической химии имени Н. Н. Ворожцова СО РАН
Новосиби́рский институ́т органи́ческой хи́мии им. Н. Н. Ворожцова СО РАН — научно-исследовательский институт в Новосибирске. Занимается фундаментальными и прикладными исследованиями в области органической химии.

## История
Новосибирский институт органической химии был создан постановлением Президиума Академии наук СССР № 395 27 июня 1958 года. Организатором института был выдающийся советский химик — академик Николай Ворожцов (младший).

## Список директоров
- 1958 — академик АН СССР Н. Н. Ворожцов
- 1975 — член-корреспондент АН СССР В. П. Мамаев
- 1987 — академик АН СССР В. А. Коптюг
- 1997 — академик РАН Г. А. Толстиков
- 2002 — д.х.н. И. А. Григорьев
- 2015 — д.ф.-м.н. Е. Г. Багрянская

## Направление исследований
В институте исследуется реакционная способность химических соединений, механизмы органических реакций, химия карбениевых ионов, соединений, биологически активных веществ; основы переработки химического сырья; органические светочувствительные материалы; математико-информационные методы установления структуры и прогнозирования свойств органических соединений. Институт проводит исследования в области каталитического синтеза, биотехнологии, комбинаторной и супрамолекулярной химии.

## Награды и премии
Сотрудники института за заслуги и достижения награждались различными государственными и именными премиями.